# Francisco del Rosario Sánchez
Francisco del Rosario Sánchez (9 marzo 1817 – 4 luglio 1861) è stato un politico dominicano.
Fu uno dei padri fondatori della Repubblica Dominicana.